# We're Funny That Way!
We're Funny That Way™ comenzó como un festival anual de comedia benéfica en Toronto, Ontario, Canadá, en 1996. Iniciado en 1996 por Maggie Cassella, el festival presentó espectáculos de comedia de stand up y sketches de comediantes lesbianas, gais, bisexuales y transgénero . Funcionó hasta 2012, cuando hizo un paréntesis de cinco años para regresar en 2017 (producido por Ford Cassella Productions). El festival se ha convertido en un festival de temática más amplia y ahora incluye músicos, cuentacuentos, artistas burlescos, obras de teatro, actuaciones de drags, generalmente siguiendo los géneros asociados con el cabaret en vivo. 
El festival inaugural se celebró en abril de 1997 en el teatro Buddies in Bad Times de Toronto. 
Las ganancias del festival apoyan a la We're Funny That Way Foundation, cuyo objetivo es hacer donaciones a organizaciones benéficas LGBTQ en todo Canadá.
El festival fue el tema del documental de 1998 We're Funny That Way!,, una película de David Adkin, que entrevistó y presentó clips de rendimiento de varios artistas que aparecieron en el festival inaugural.  Una serie de televisión de corta duración producida por Maggie Cassella para OUTTV también se emitió en 2007 junto con el décimo aniversario del festival, utilizando el mismo formato para presentar a los comediantes que aparecen en las ediciones de 2005 y 2006 del evento.

## Película
Los comediantes que aparecieron en el documental de 1998 incluyeron a Steve Moore, Christopher Peterson, Scott Capurro, Maggie Cassella, Kate Clinton, Jaffe Cohen, Lea DeLaria, Elvira Kurt, Bob Smith, John McGivern y The Nellie Olesons .
La película se proyectó en varios festivales de cine LGBT, pero se distribuyó principalmente como un especial de televisión en Bravo Canadá, HBO y Citytv .

## Series de televisión
Una serie de televisión derivada, también titulada We're Funny That Way!, fue transmitida por OutTV de Canadá en 2007. La serie de seis episodios contó con lo más destacado de los festivales de 2005 y 2006 de We Funny That Way, incluidas las actuaciones de Kate Rigg, Dina Martina, Maggie Cassella y Trevor Boris . 